# Rewolwer S&W Model 2
S&W Model 2 (No 2, S&W Tip-Up Revolver, Old Army) – amerykański rewolwer produkowany w drugiej połowie XIX wieku.

## Historia
W 1861 roku wybuchła wojna secesyjna. W tym samym roku firma S&W rozpoczęła produkcję rewolweru Model 2. Była to powiększona wersja kieszonkowego rewolweru Model 1. Producent próbował zainteresować swoim rewolwerem departament uzbrojenia US Army, ale nie udało się zdobyć żadnego oficjalnego zamówienia.
Jednocześnie nowy rewolwer doskonale sprzedawał się na rynku cywilnym. Wśród nabywców główną grupą byli wojskowi którzy kupowali rewolwery model 2 jako broń do obrony osobistej. Największą zaletą rewolweru S&W był krótki czas przeładowania. Znajdujące się na uzbrojeniu armii rewolwery były konstrukcjami odprzodowymi, z zapłonem kapiszonowym podczas gdy rewolwer S&W był zasilany nabojem scalonym. Dzięki temu przeładowanie rewolweru S&W trwało ok. 25 s, podczas gdy przeładowanie odprzodowego rewolweru Colta trwało ponad 2 minuty.
Wśród użytkowników rewolweru Model 2 był między innymi major (później generał, a jeszcze później prezydent USA) Rutherford B. Hayes, generał George Armstrong Custer, oraz rewolwerowiec Wild Bill Hickok.
Produkcję rewolweru Model 2 zakończono w 1874 roku. Konstrukcja tego rewolweru stała się wzorem dla wprowadzonego na uzbrojenie armii Królestwa Saksonii rewolweru M1873.

## Opis
S&W Model 2 był bronią powtarzalną. Szkielet łamany. Po odchyleniu do góry lufy bęben był odłączany od broni. Mechanizm uderzeniowy kurkowy, bez samonapinania, spust okryty, wysuwał się po napięciu kurka.
Model 2 był zasilany z sześcionabojowego bębna nabojowego. Łuski z bębna były usuwane po wyjęciu bębna ze szkieletu. Do usuwania łusek służył trzpień zamocowany pod lufą.
Lufa gwintowana, posiadała sześć bruzd prawoskrętnych.
Przyrządy celownicze mechaniczne stałe (muszka i szczerbinka).